# Alytarches
Der Alytarches (griechisch: ἀλυτάρχης) war bei den Olympischen Spielen der Antike der Führer der Ordnungskräfte (ἀλυται, alytai), die die Hellanodiken bei der Beitreibung der Geldbußen gegen Athleten, die diesen wegen Regelverstosses auferlegt wurden, unterstützten. Der rabdouchoi (Stabträger) und der mastigophoroi (Geißelträger) führten die Strafen aus. Konnte ein Athlet seine Strafe nicht zahlen, musste seine Heimatstadt für ihn einspringen.
Alytarchen sind auch in anderen Städten mit sportlichen Wettkämpfen belegt, so etwa in Antiochia am Orontes und Tralleis.